# Dina Ali Lasloom
Dina Ali Lasloom (en arabe : دينا علي السلوم ; née le 29 mars 1993) est une Saoudienne vivant au Koweït qui avait l'intention de se rendre en Australie pour demander l'asile, et échapper ainsi à un mariage forcé et aux lois limitant les droits des femmes en Arabie Saoudite, notamment celle qui impose une tutelle masculine. Mais, arrêtée en transit à l'aéroport international Ninoy Aquino de Manille le 10 avril 2017, elle est rapatriée de force, puis disparait. 

## Historique
Prétextant des vacances au Koweït elle parvient à sortir de son pays, mais à l'aéroport de Manille les fonctionnaires lui confisquent son passeport et sa carte d'embarquement pour son vol à destination de Sydney,. Sa tentative de fuite est suivie en direct sur les réseaux sociaux après la diffusion d'une vidéo qu'elle a enregistrée à l'aéroport de Manille avec l'aide d'une touriste canadienne, Meagan Khan,. Dans cette vidéo virale, elle dit craindre que sa famille ne la tue si elle leur est renvoyée.

« Je m'appelle Dina Ali et je suis une Saoudienne qui a fui l'Arabie saoudite pour demander l'asile en Australie. (...) Ils ont pris mon passeport et m’ont bloquée (...) Si ma famille vient [me chercher], ils me tueront. Si je retourne en Arabie saoudite, je vais mourir. (…) S'il vous plaît, aidez-moi. J'enregistre cette vidéo pour faire savoir que j'existe et que je suis là. »

L'affaire est aussi suivie sur les réseaux sociaux saoudiens, qui diffusent des réactions très hostiles à son encontre,. Contre sa volonté, elle est finalement emmenée par ses oncles arrivés entre-temps dans un avion à destination de Riyad, en Arabie saoudite, le 11 avril 2017. Des témoins interrogés par Human Rights Watch affirment que ses bras et ses jambes ont été attachés avec du ruban adhésif, que sa bouche a été fermée avec du ruban adhésif, qu'elle a été recouverte d'une couverture et qu'elle a été forcée à prendre un vol pour l'Arabie Saoudite. Elle n'est pas apparue à l'aéroport international King Khalid de Riyad après l'atterrissage du vol le lendemain, mais des passagers ont déclaré à Reuters avoir vu une femme être transportée de force dans l'avion.  Aucune nouvelle d'elle n'a été diffusée depuis,,. 
Il s'agit d'un rare cas documenté dans l'histoire de la libération des femmes en Arabie saoudite, qui présente de nombreux parallèles avec celui de la princesse Mishaal bint Fahd Al Saoud, qui arrive à fuir l'année suivante. 
En 2019, Le Monde a fait le lien entre cette histoire et celle, au dénouement plus heureux, de Rahaf Mohammed qui, réfugiée dans la zone de transit de l’aéroport de Bangkok a demandé de l’aide sur son compte Twitter, et finalement quitté l’aéroport sous la protection de l’ONU.

## Documents
- (en) [vidéo] Four Corners (en), « Women are trying to escape Saudi Arabia, but not all of them make it », sur YouTube[7]